# Distrito de Aichach-Friedberg
El distrito de Aichach-Friedberg (en alemán: Landkreis Aichach-Friedberg) es uno de los 71 distritos en que está dividido administrativamente el Estado alemán de Baviera. Es colindante (en el sentido de las agujas del reloj, empezando desde el noroeste) con los distritos de Augsburgo, Danubio-Ries, Neuburg-Schrobenhausen, Pfaffenhofen, Dachau, Fürstenfeldbruck Landsberg y con la ciudad de Augsburgo.

## Historia
Aichach-Friedberg estuvo poblada por tribus bávaras desde el siglo VII. La región también es conocida como «La cuna de Baviera», ya que el Castillo de Wittelsbach estaba cerca de lo que en la actualidad es la ciudad de Aichach. Fue el castillo ancestral de la familia Wittelsbach, que gobernó Baviera durante cientos de años. El castillo fue destruido en 1208, y en la actualidad lo único que queda es una piedra de homenaje en el lugar en el que estaba.
La ciudad de Friedberg fue fundada en el siglo XIII con el objetivo de cobrar impuestos a las personas que utilizaran el puente para curzar el río Lech. Aichach se convirtió en ciudad unos cien años después. En 1862 se fundaron los distritos de Aichbach y Friedberg, para unirse posteriormente en 1972 y pasar a formar parte de la región administrativa de Suabia. De cualquier modo, históricamente Aichach-Friedberg no pertenece a Suabia, sino a la Antigua Baviera. El nombre del nuevo distrito era originalmente Augsburg-Ost (Augsburgo Oriental), pero fue renombrado a Aichach-Friedberg en 1973.

## Geografía
El distrito se encuentra al este de la ciudad de Augsburgo y comprende una zona principalmente rural, con pocas ciudades grandes. El río Lech forma la frontera Oeste del distrito. Otro río, el Paar (un afluente del Danubio), recorre el distrito desde el suroeste hasta el noreste.
También se conoce a la región como Wittelsbacher Land, debido al castillo de Wittelsbach.

## Escudo de armas
El escudo de armas muestra:
- En la parte superior, el patrón de cuadrados azules y blancos de Baviera;
- abajo a la izquierda, una hoja de roble del antiguo blasón de Aichach;
- abajo a la derecha, la cruz de Ulrich sobre fondo rojo, usada por los obispos de Augsburgo.

## Ciudades y municipios
| Ciudades                | Municipios | |
| ----------------------- | --- | --- |
| 1. Aichach 2. Friedberg | 1. Adelzhausen 2. Affing 3. Aindling 4. Baar 5. Dasing 6. Eurasburg 7. Hollenbach 8. Inchenhofen 9. Kissing 10. Kühbach 11. Merching | 1. Mering 2. Obergriesbach 3. Petersdorf 4. Pöttmes 5. Rehling 6. Ried 7. Schiltberg 8. Schmiechen 9. Sielenbach 10. Steindorf 11. Todtenweis |